# 佩德罗·阿隆索·尼诺
佩德罗·阿隆索·尼诺（Pedro Alonso Niño，1468年—1505年），文艺复兴时期欧洲航海家和探险家。他曾与葡萄牙的探险家们一道在非洲西海岸进行探险活动，后来他参加了哥伦布的第三次航行。

## 扩展阅读
- 本条目收录了现处于公有领域的出版物的部分内容：. . 1900.
- . . 1920. This source gives around 1455 as the year of his birth.